# Asellus alaskensis
Asellus alaskensis är en kräftdjursart som beskrevs av Bowman och Holmquist 1975. Asellus alaskensis ingår i släktet Asellus och familjen sötvattensgråsuggor. Inga underarter finns listade i Catalogue of Life.